# لطيف كراودر دوس سانتوس
لطيف كراودر دوس سانتوس (بالإنجليزية: Lateef Crowder dos Santos)‏ هو ممثل و مؤدي مشاهد خطيرة و مقاتل فنون قتالية برازيلي المولد وأمريكي الجنسية ولد في يوم 23 نوفمبر 1977 في مدينة سالفادور في البرازيل، هو عضو في فريق زيرو غرافيتي مؤدي المشاهد الصعبة منذ سنة 2000، ظهر في فيديوهات قصيرة في الإنترنت يستعرض فيها المشاهد الصعبة، في عمر ال6 سنوات أتقن فن الكابويرا، وظهر في عدة أفلام منها تيكن في سنة 2009 حيث أدى دور إيدي غوردو ومثل أيضاً في فيلم كتاب إيلاي في سنة 2010 وفيلم ساكر بنش في 2011 وفيلم ملحمة الشفق: بزوغ الفجر - الجزء 2.

## روابط خارجية
- لطيف كراودر دوس سانتوس على موقع IMDb (الإنجليزية)
- لطيف كراودر دوس سانتوس على موقع روتن توميتوز (الإنجليزية)
- لطيف كراودر دوس سانتوس على موقع ألو سيني (الفرنسية)
- لطيف كراودر دوس سانتوس على موقع أول موفي (الإنجليزية)
- لطيف كراودر دوس سانتوس على موقع قاعدة بيانات الفيلم (الإنجليزية)
- لطيف كراودر دوس سانتوس على موقع كينوبويسك (الروسية)